# ATV Jules Verne

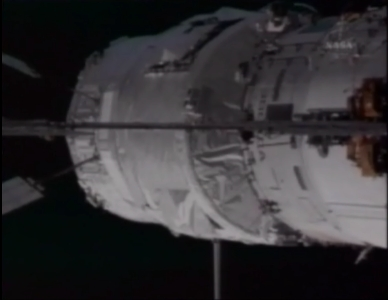
Jules Verne połączony z ISS

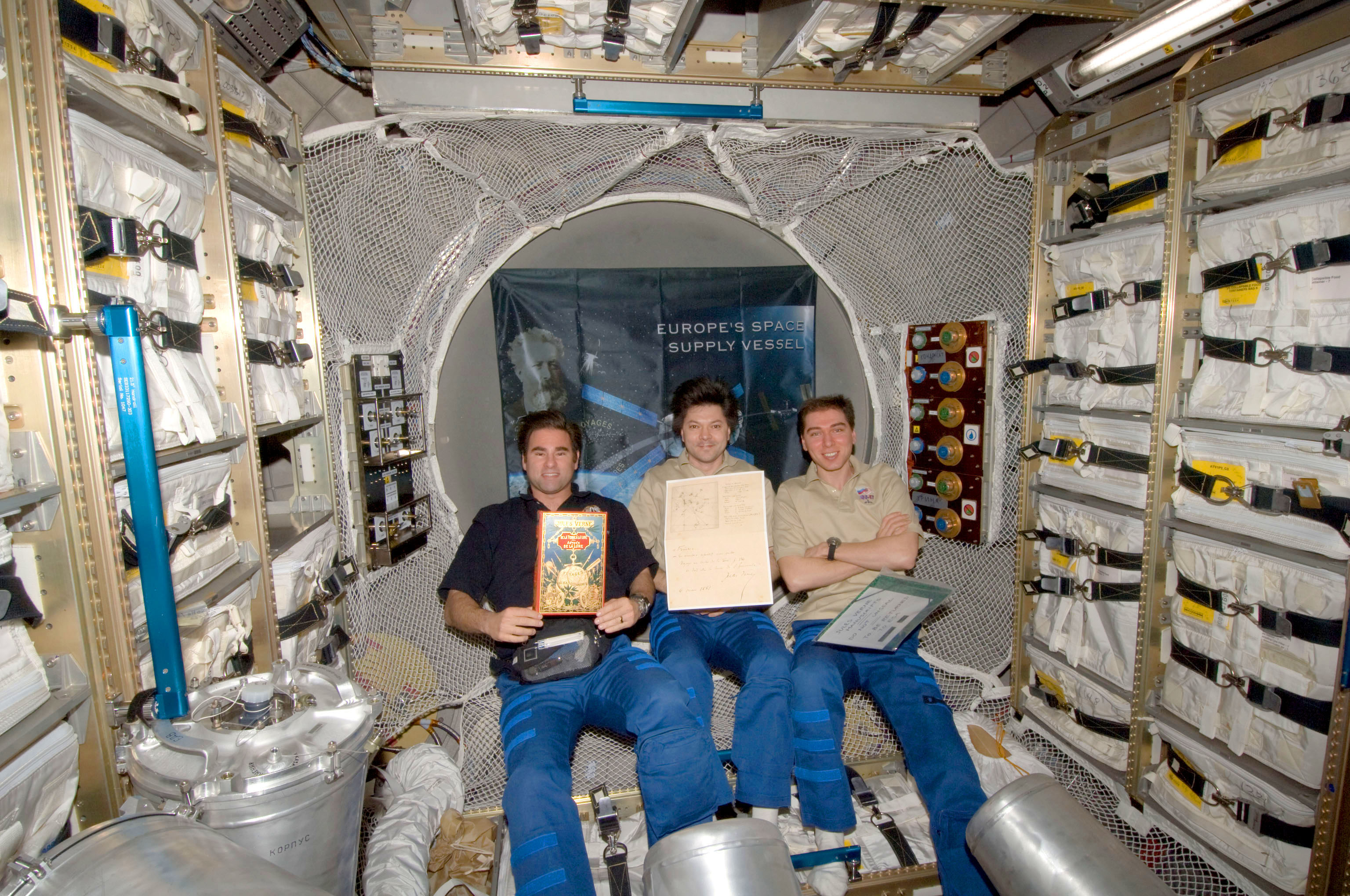
Załoga ISS wewnątrz pojazdu ATV Jules Verne z oryginalnymi dziełami Juliusza Verne’a

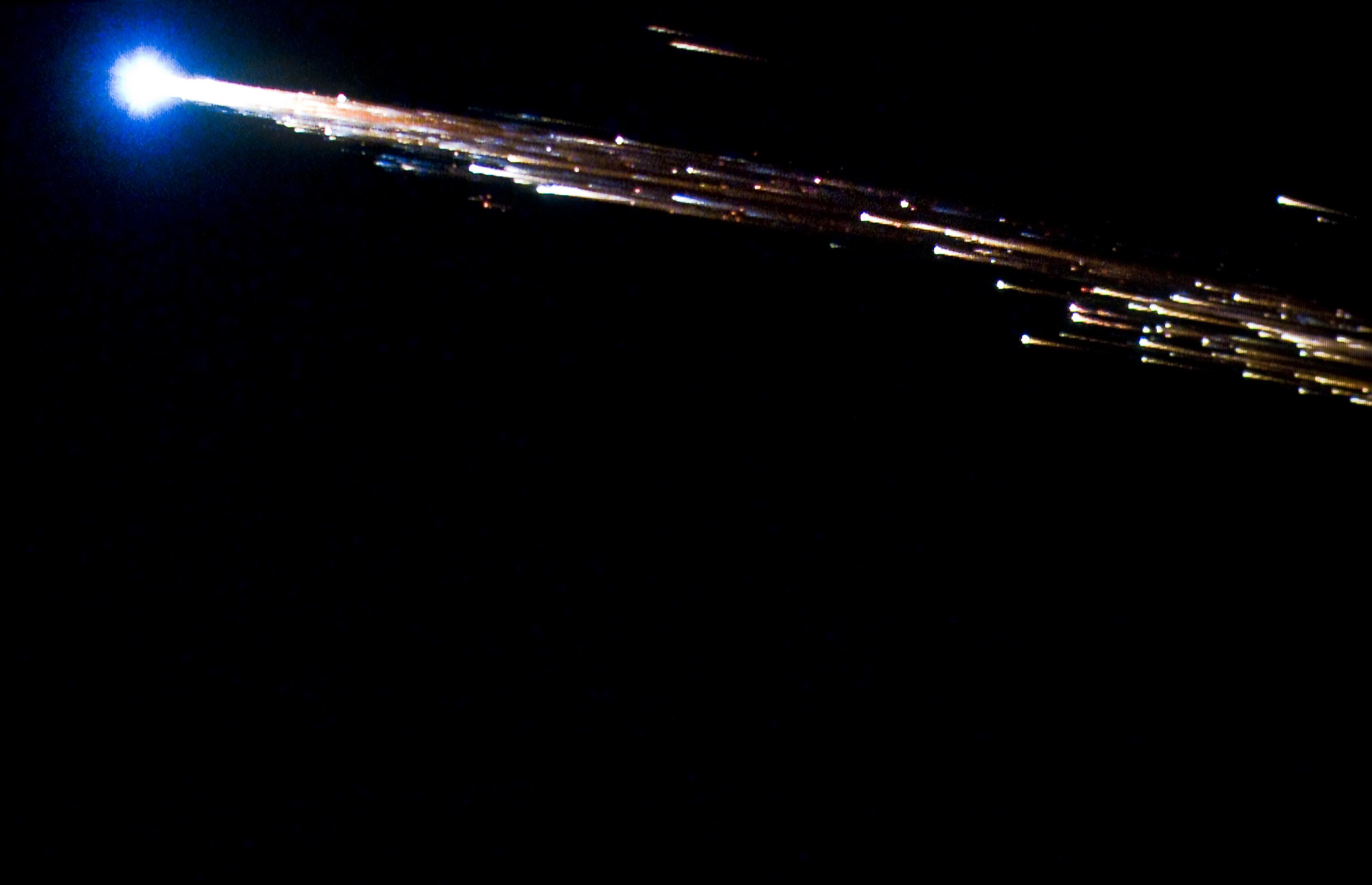
Dezintegracja pojazdu Jules Verne

 ATV Jules Verne lub Automatyczny Statek Transferowy nr 1 – bezzałogowy pojazd dostawczy dla Międzynarodowej Stacji Kosmicznej, operowany przez Europejską Agencję Kosmiczną, pierwszy z serii ATV. Został nazwany na cześć pierwszego pisarza powieści science-fiction, Juliusza Verne’a. Wystartował 9 marca 2008 roku podczas pierwszego lotu rakiety Ariane 5 ES, do ISS zadokował 3 sierpnia, dostarczając 2297 kg ładunku użytecznego (prowiant, paliwo, wodę, itp.), swą misję zakończył 29 września destrukcyjnym wejściem w atmosferę. Misję pojazdu kontynuowały pozostałe ATV: w 2011 ATV Johannes Kepler i w 2012 ATV Edoardo Amaldi.

## Budowa
Automatyczny Statek Transferowy nr 1 otrzymał nazwę Jules Verne 9 sierpnia 2002 roku. Do końca stycznia 2003 roku większość komponentów została zmontowana przez kilka firm:
- System cumowniczy oraz pompy transferu paliwa dostarczyła Rakietowo-Kosmiczna Korporacja „Energia” im. Siergieja Pawłowicza Korolowa z siedzibą w Rosji (jest również producentem pojazdów Sojuz-TMA i Progress-M),
- Przedział ładunkowy zmontowany został w Turynie (Republika Włoska) przez konsorcjum Thales Alenia Space,
- System napędowy statku zmontowało konsorcjum EADS Astrium w zakładach w Bremie w Niemczech, gdzie odbył się również montaż wszystkich komponentów[4].

Po całkowitym montażu Jules Verne trafił 15 lipca 2004 do ośrodka ESTEC w Noordwijk w Holandii na serię testów systemu. Po zakończeniu testów pojazd wysłano do Gujańskiego Centrum Kosmicznego w Kourou, gdzie odbył się załadunek, inspekcje końcowe, połączenie z rakietą i start pojazdu.

## Misja

### Start
O godzinie 04:03 czasu Greenwich (05:03 czasu polskiego), z wyrzutni startowej ELA-3 w Kourou, Jules Verne wystartował na pokładzie rakiety Ariane 5 ES. Od stopnia górnego odłączył się 1 godzinę 6 minut i 41 sekund po starcie, później wszystkie systemy zostały uruchomione. 2 dni później silniki statku zostały po raz pierwszy załączone, rozpoczynając serię korekcji orbity w celu zrównania z ISS.

### Operacje orbitalne

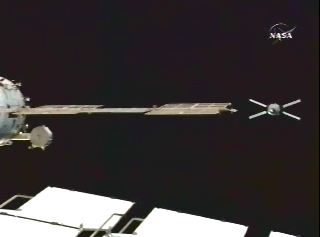
Demo-dzień 2

Ponieważ Jules Verne był pierwszym pojazdem ATV, przed połączeniem z ISS musiał wykonać serię testów w celu sprawdzenia wszystkich systemów w warunkach, w jakich się znajdował. Najsłynniejszymi były testy zbliżania do ISS, tzw. demo-dni (z ang. demo-days), które miały miejsce 29 marca (min. odległość od stacji: 3,5 km) oraz 31 marca (12 m). Ostatecznie pojazd zadokował do rufowego portu modułu DOS-8 Zwiezda 3 kwietnia 2008 o 14:45:32 czasu Greenwich.

### Po połączeniu z ISS
Po sprawdzeniu szczelności połączenia, załoga ISS weszła na pokład statku i rozpoczęła przenoszenie ładunku. 270 kg wody, 21 kg tlenu i 856 kg paliwa przepompowano do modułu Zwiezda. Na ISS przeniesiono również 1150 kg prowiantu i ekwipunku. 
Wewnątrz statku znajdowały się również pierwsze oryginalne wydania dzieł Juliusza Verne’a: Z Ziemi na Księżyc oraz Wokół Księżyca, obydwa z XIX stulecia.
Jules Verne miał za zadanie również podwyższać orbitę stacji, a także umożliwić manewr uniknięcia kolizji z kosmicznym śmieciem, co zrobił w sierpniu 2008.
Będąc połączonym z ISS, pojazd był najbardziej odizolowaną częścią stacji. Niektórzy załoganci wykorzystywali go jako sypialnię bądź łazienkę, zaś południowokoreańska astronautka Yi So-yeon wykorzystała pojazd jako laboratorium do przeprowadzania doświadczeń z dziedziny nanotechnologii.
W czasie manewru dokowania pojazdu stację zajmowała załoga Ekspedycji 16 w składzie: dowódca ekspedycji Peggy Whitson oraz inżynierowie pokładowi Jurij Malenczenko i Garrett Reisman. Na przełomie kwietnia i maja zostali zastąpieni przez Ekspedycję 17, której załogę stanowili Siergiej Wołkow (dowódca) oraz Oleg Kononienko i Gregory Chamitoff (inżynierowie pokładowi). W czasie połączenia pojazdu Jules Verne ze stacją nie znajdował się na jej pokładzie żaden astronauta reprezentujący ESA.
W czasie trwania misji ATV Jules Verne ISS odwiedziły 2 pojazdy:
- Sojuz TMA-12: dostarczył na stację Wołkowa i Kononienkę, oraz wspomnianą wyżej Yi So-yeon.
- Discovery (STS-124): na pokładzie promu przyleciał Chamitoff zastępujący Reismana, oraz dostarczony został japoński moduł badawczy JEM Kibō.

### Koniec misji
Będąc wypełnionym odpadami ze stacji, Jules Verne odłączył się od ISS 5 września 2008, i obniżył swoją orbitę o 5 km, by znaleźć się niżej niż stacja. Po przeprowadzeniu dwóch manewrów naprowadzających na kurs kolizyjny z Ziemią, 29 września 2008 o 13:31 czasu Greenwich, Jules Verne w ciągu 12 minut uległ całkowitej dezintegracji wskutek wejścia w atmosferę.